# TMI総合法律事務所 presents World Gate
TMI総合法律事務所 presents World Gate（ティー・エム・アイ・そうごうほうりつじむしょプレゼンツ ワールド・ゲート）は、2015年10月1日からTOKYO FMで放送しているラジオ番組である。

## 概要
世界の巨大空港から小さな空港をショートトリップし、その空港の魅力を語る。BGMは成田国際空港で流れる曲を使用。番組の終わりには、ナレーションの古賀涼子から「この後は『JET STREAM』、どうぞ出発ゲートへ。」のアナウンスを流す。

## 関連リンク
- JET STREAM